# Mega Anser
 (octobre 2019).
Si vous disposez d'ouvrages ou d'articles de référence ou si vous connaissez des sites web de qualité traitant du thème abordé ici, merci de compléter l'article en donnant les références utiles à sa vérifiabilité et en les liant à la section « Notes et références ».
Mega Anser est un logiciel de comptabilité sorti en 1989 sur Mega Drive. Le logiciel a été développé par Sega et la banque japonaise Nagoya et édité par Sega uniquement dans un pack avec la Mega Drive.
Le pack contenait également une télécommande à 10 boutons utilisable uniquement avec ce logiciel.

## À noter
Il ne s'agit pas d'un jeu mais d'un logiciel permettant de gérer ses comptes.